# 安哥拉非洲人联合斗争党
安哥拉非洲人联合斗争党（葡萄牙語：Partido da Luta Unida dos Africanos de Angola，缩写为PLUAA）是安哥拉历史上第一个主张摆脱葡萄牙殖民统治并获取独立的政党。1953年，该党成立，创始人是维里亚托·达克鲁兹和马蒂亚斯·米格尔斯。1956年12月，该党与安哥拉共产党合并为安哥拉人民解放运动。